# Donald Edward DeGrood

Bischofswappen von Donald Edward DeGrood

Donald Edward DeGrood (* 14. Februar 1965 in Faribault, Minnesota, USA) ist ein US-amerikanischer Geistlicher und römisch-katholischer Bischof von Sioux Falls.

## Leben
Donald Edward DeGrood empfing am 31. Mai 1997 durch Erzbischof Harry J. Flynn das Sakrament der Priesterweihe für das Erzbistum Saint Paul and Minneapolis.
Am 12. Dezember 2019 ernannte ihn Papst Franziskus zum Bischof von Sioux Falls. Der Erzbischof von Saint Paul and Minneapolis, Bernard Hebda, spendete ihm am 13. Februar des folgenden Jahres in der Kathedrale von Sioux Falls die Bischofsweihe. Mitkonsekratoren waren sein Amtsvorgänger Paul Joseph Swain und der gemeinsam mit ihm zum Priester geweihte Andrew Cozzens, Weihbischof in Saint Paul and Minneapolis.
Nach anhaltenden gesundheitlichen Problemen erbat DeGrood im Frühjahr 2025 einen Administrator für das Bistum Sioux Falls, um sich einer längeren Migränebehandlung unterziehen zu können. Zum 1. Mai desselben Jahres wurde daher der emeritierte Bischof von Saint Cloud, Donald Joseph Kettler, vorläufig und bis zur Bestätigung durch den zu diesem Zeitpunkt noch nicht gewählten Papst Leo XIV. zum Verwalter des Bistums Sioux Falls mit den Rechten eines Apostolischen Administrators bestellt. Am 13. August 2025 nahm DeGrood seine Amtsgeschäfte wieder auf und die Tätigkeit des Apostolischen Administrators endete.